# البغداديون أخبارهم ومجالسهم (كتاب)
البغداديون أخبارهم ومجالسهم هو كتاب من تأليف إبراهيم الدروبي، البغدادي (1894- 1959م)، ولقد أرخ فيه للأسر البغدادية ومجالسها العلمية والأدبية في عهد المملكة العراقية، والتي كانت منتديات ثقافية نضجت فيها الحركة الفكرية والأدبية وقصدها الرواد من كل صوب ينتفعون من علم رجالها، في الكتاب وصفٌ ل 223 مجلساً، وتحدث المؤلف عن المدارس العلمية المنقرضة والقائمة، كما تحدث عن نقابة الأشراف والقضاء والأفتاء والأمامة والخطابة والوعظ والمقرئين والحمامات والخانات والخطاطين المشهورين، وشمل الكتاب أيضا وصفاً دقيقاً لتأريخ مساجد بغداد الأثرية والربط والتكايا، وكذلك مقابر المسلمين واليهود والنصارى ومواقعها في بغداد، وتحدث فيه عن الكثير من النشاطات البغدادية، مثل كسلات العيد وزيارة سلمان باك، ويعتبر الكتاب من معظم جوانبه سردا تأريخيا للمجتمع البغدادي في عهد المملكة العراقية قبل حركة 14 تموز 1958، وتوثيقا لتراجم علماء بغداد
وقال المؤلف في خاتمة كتابه:
فقد ألفت هذا الكتاب قاصداً جمع ما يتصل بوطني من قريب أو بعيد وخصوصا فيما يتعلق ببيوتاته وأسره ومجالسهم ومنتدياتهم وأخبارهم وآثارهم:
طبع الكتاب بمطبعة الرابطة في بغداد عام 1958م، ثم طبع طبعة أخرى عام 2001م، وقدم له الأستاذ الوزير مصطفى علي ابن أخت المؤلف.
ذكر المؤلف في كتابهِ الكثير من مجالس العوائل البغدادية العريقة وهذه بعض منها:
- مجلس السيد علي الكيلاني.
- مجلس السيد سلمان الكيلاني.
- مجلس السيد عبد الرحمن الكيلاني النقيب.
- مجلس السيد محمود حسام الدين الكيلاني.
- مجلس السيد داود ضياء الدين الكيلاني.
- مجلس حسن صائم الكيلاني.
- مجلس السيدين عبد الله الكيلاني وأحمد الكيلاني.
- مجلس السيد إبراهيم سيف الدين الكيلاني.
- مجلس موسى شرف الدين الكيلاني.
- مجلس محي الدين الكيلاني.
- مجلس عبد القادر بن السيد مراد الدين النقيب الكيلاني.
- مجلس أحمد السيد ياسين الكيلاني.
- مجلس محمد حامد الكيلاني.
- مجلس السيد حسين ناصر الدين الكيلاني.
- مجلس آل الواعظ.
- مجلس آل النجم.
- مجلس آل السويدي.
- مجلس الشيخ أبو الثناء محمود الألوسي.
- مجلس آل شاكر.
- مجلس الشيخ عبد الرحمن الزبير.
- مجلس آل الوتري.
- مجلس آل جميل.
- مجلس الشاعر عبد الغفار الأخرس.
- مجلس الشيخ عبد الوهاب النائب.
- مجلس سليمان فائق بك بن طالب كهية.
- مجلس عبد الباقي العمري.
- مجلس عبد العزيز المطير.
- مجلس الشيخ محمد فيضي الزهاوي.
- مجلس القاضي الشيخ عبد الحميد الشيخ علي.
- مجلس آل الشاوي.
- مجلس آل الطبقجلي.
- مجلس آل الحيدري.
- مجلس بيت دلة.
- مجلس بيت السنوي.
- مجلس بيت آل القشطيني.
- مجلس آل الخضيري.
- مجلس آل القيارة.
- مجلس آل الزند.
- مجلس آل البقال.
- مجلس بيت الباجه جي.
- مجلس بيت العمري.
- مجلس بيت الشيخلي.
- مجلس آل بابان.
- مجلس بيت الشابندر.
- مجلس فتاح باشا.
- مجلس السيد حسن الصدر.
- مجلس آل غنيمة.
- مجلس الأب أنستاس الكرملي.
- مجلس يعقوب سركيس.
- مجلس آل مسكوني.
- مجلس آل عواد.
- مجلس مناحيم دانيال.
- مجلس نعيم زلخة.[3]